# Tasso Springer
Tasso Georg Ulrich Springer (geboren am 6. Oktober 1930 in München; gestorben am 3. März 2017 ebenda) war ein deutscher Physiker und Hochschullehrer.

## Leben
Tasso Springer studierte Physik an der Technischen Hochschule München und arbeitete nach seiner Habilitierung im Jahr 1961 ab 1962 als Institutsdirektor an der Kernforschungsanlage Jülich des Landes Nordrhein-Westfalen. Er erwarb sich wie sein Mentor Heinz Maier-Leibnitz, bei dem er promovierte, Verdienste um die Forschung mit Neutronen. Gemeinsam mit Maier-Leibnitz entdeckte und entwickelte er das Prinzip der Leitung von Neutronen durch Spiegelung (Neutronenleiter).
Von 1977 bis 1982 war Tasso Springer der Direktor des europäischen Forschungsinstituts Institut Laue-Langevin in Grenoble. Er setzte sich sehr für den Bau des FRM II ein. An der Rheinisch-Westfälischen Technischen Hochschule Aachen war er Professor für Experimentalphysik.
Im Jahr 1992 wurde Tasso Springer mit dem Verdienstorden der Bundesrepublik Deutschland (Bundesverdienstkreuz) 1. Klasse ausgezeichnet. Er war Mitglied im Wissenschaftsrat, der Nordrhein-Westfälischen Akademie der Wissenschaften und der Künste und in anderen Gremien.
Tasso Georg Ulrich Springer war verheiratet und hatte zwei Kinder.

## Werke (Auswahl)
- H. Maier-Leibnitz, T. Springer: Ein Interferometer für langsame Neutronen. In: Zeitschrift für Physik. Band 167, Nr. 4, 1962, S. 386–402, doi:10.1007/BF01378119.
- T. Springer: Quasielastic Neutron Scattering for the Investigation of Diffusive Motions in Solids and Liquids (= Springer Tracts in Modern Physics. Band 64). 1972, ISBN 978-3-662-14957-7, doi:10.1007/BFb0042411.

## Auszeichnungen (Auswahl)
- 1983: Verdienstorden der Bundesrepublik Deutschland (Bundesverdienstkreuz) am Bande
- 1992: Verdienstorden der Bundesrepublik Deutschland (Bundesverdienstkreuz) 1. Klasse[4]
- 2003: Karl-Max-von-Bauernfeind-Medaille der Technischen Universität München[5]